# فرخان سفلی
فرخان سفلی، روستایی است از توابع بخش مرکزی شهرستان قوچان در استان خراسان رضوی ایران.

## جمعیت
این روستا در دهستان سودلانه قرار داشته و بر اساس سرشماری سال ۱۳۸۵ جمعیت آن ۱٬۰۴۴ نفر (۲۴۹ خانوار)
بوده است.